# Bauer Cup 2003
Il Bauer Cup 2003 è stato un torneo di tennis facente parte della categoria ATP Challenger Series nell'ambito dell'ATP Challenger Series 2003. Il torneo si è giocato a Eckental in Germania dal 3 al 9 novembre 2003 su campi in sintetico indoor.

## Vincitori

### Singolare
Dennis van Scheppingen ha battuto in finale  Joachim Johansson 5-7, 6-3, 7–6(3)

### Doppio
Stephen Huss /  Robert Lindstedt hanno battuto in finale  Lars Burgsmüller /  Andreas Tattermusch per walkover